# De Zingende Fresia's
De Zingende Fresia’s is een Nederlandse muziekgroep uit Arnhem. De groep is omstreeks 1990 opgericht. 
De band vertolkt een muziekstijl waarin smartlappen, ska, polka en rock vermengd worden en op feestelijke wijze worden gepresenteerd. De vijfmansformatie kent een klassieke rockinstrumentatie met gitaar, basgitaar, drums en orgel. De groep noemt zichzelf de mafste en wildste smartlappenband.
Optredens waren er in het popcircuit en op festivals, zoals Sunsation Middelstum, Festival Maarheeze, bevrijdingsfestivals, de TT-nacht Assen en de vierdaagsefeesten in Nijmegen. Daarnaast werden diverse albums en singles uitgebracht.

## Ontwikkeling band
Een belangrijk moment voor de band met de naam de Zingende Fresia's was een optreden voor de VPRO-radio in 1994. Deze omroep nodigde bands uit om een eigen versie van een smartlap te maken. Het leidde ertoe dat de versie van de Zingende Fresia's van De glimlach van een kind van Willy Alberti enkele malen te horen was op Radio 3. Datzelfde was het geval met een volgend nummer van de toenmalige viermansband, een rap-versie van Hazes' Een beetje verliefd. Het nummer verscheen op de debuut-cd Wij Jan Cremers en werd een bescheiden hit. Via stunts werd de band bekender. Zo vlogen er in 1996 boven het Lowlands Festival reclamevliegtuigjes rond met de tekst 'Wil André Hazes even bellen met De Zingende Fresia's?'. Ook introduceerden zij de 'Deun-O-Foon', een telefoonnummer waarop fans konden inbellen om de laatste opnames te beluisteren. De bandleden koesteren het imago van een feestelijke showband, onder meer door de uitdossing in opvallende showkostuums tijdens de optredens. Ook wisselen ze muziek af met cabareteske nummers.
De live-cd uit 1998 werd ondersteund door het orkest Brassica Oleracea, Chiel Montagne en Jacques Herb. Na 2000 kreeg muziek meer aandacht en waren er meer optredens in het serieuze clubcircuit. Na 2001 werden enkele leden van de band vervangen. De groep produceerde nadien nog diverse albums en singles, zoals in 2004 het album "Spettörvet", in 2005 het album "Bralbum Nr. 5" en in 2014 de single "Echo Anita"
De huidige (2014) bezetting is: Sebastiaan Schelfhout (achtergrondzang, gitaar, orgel), Teddy Fresia  (gitaar, zang), Ando Jansen (zang), De Vakslager (drums) en Willem Sprick (basgitaar). Sprick speelde eerder bij Bertus Staigerpaip.